# Étienne Terrus
Étienne Terrus (Elne, settembre 1857 – Elne, giugno 1922) è stato un pittore francese.
Si dedicò quasi esclusivamente alla rappresentazione dei paesaggi della sua terra: il Roussillon.

## Biografia
Nato in una cittadina del Roussillon, dipartimento dei Pirenei Occidentali, Terrus mostrò un particolare talento nel disegno già dall'infanzia. Sostenuto dai genitori, all'età di 17 anni si recò a Parigi per studiare pittura nel celebre atelier di Alexandre Cabanel. Ma Terrus era un giovane di provincia, troppo legato ai cieli e alla vita della sua terra, e non si lasciò affascinare dai ritmi della vita parigina, anche se, sotto il profilo artistico, non rimase affatto ancorato alla tradizione, ma assimilò molto bene sia le lezioni di Cabanel che i principi e le tecniche dell'impressionismo, avendo come riferimento le opere di Corot e di Cézanne. Si spinse anche oltre, seguendo per un certo periodo la corrente Nabis e superandola anche, tanto da essere considerato uno dei primi artisti della corrente dei Fauves.
Quanto alla vita della grande città, nella quale invece si immergevano volentieri gli altri allievi dell'atelier, non era fatta per lui. Così Terrus non fece alcuna amicizia e dopo pochi anni riprese la via di casa e tornò a Elne. Lì visse e lì realizzò la maggior parte dei suoi quadri,  attraversando a piedi con il suo cavalletto le terre del Roussillon e ritraendone i luminosi paesaggi.
Terrus fu apprezzato in vita da diversi artisti famosi, come André Derain e Henri Matisse, con i quali intrattenne anche una ricca corrispondenza, specie negli anni dal 1905 al 1917. Fu grande amico e mentore di un altro notevole artista della sua terra: Aristide Maillol, ma, contrariamente a costui, preferì restare attaccato ai suoi paesaggi familiari e rinchiudersi nel suo ambiente natale.
Quest'atteggiamento, però - un po' da pittore locale, cosa che egli non fu - finì per allontanarlo dagli ambienti artistici più noti e lo fece dimenticare dal pubblico e dalla critica per molto tempo. Morì a 65 anni, silenziosamente, nel borgo dov'era nato.
Nel 1994 però, il Comune di Elne inaugurò il Museo municipale che porta il suo nome e che presentava molti dei suoi lavori. Forse questo fu il segnale che diede l'avvio alla sua riscoperta. Quattro anni dopo, infatti, fu allestita a Perpignano un'esposizione intitolata "Il Roussillon all'origine dell'Arte moderna", in cui erano presenti molti lavori di Terrus e dove la sua figura di artista fu ampiamente rivalutata e riproposta al pubblico nella sua giusta dimensione.

## Galleria  d'immagini

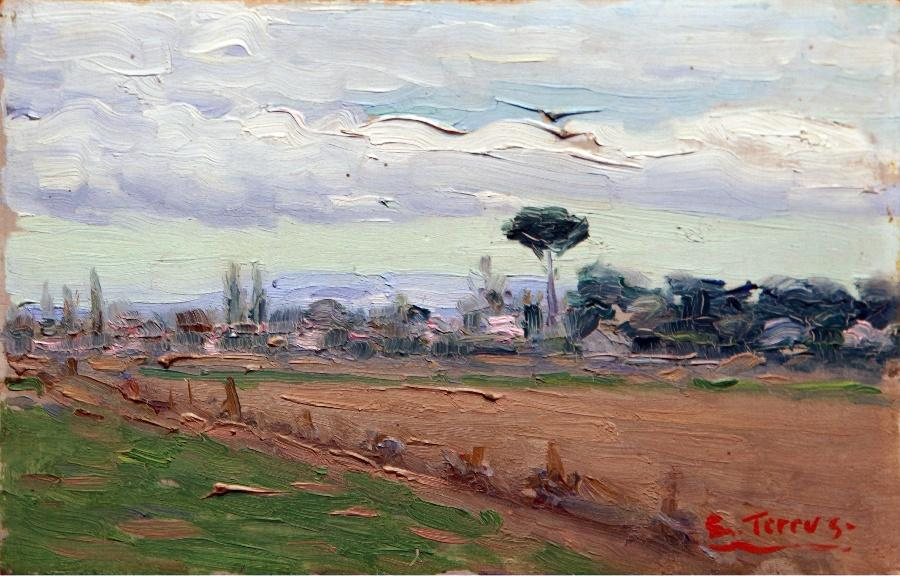
Paesaggio con pino
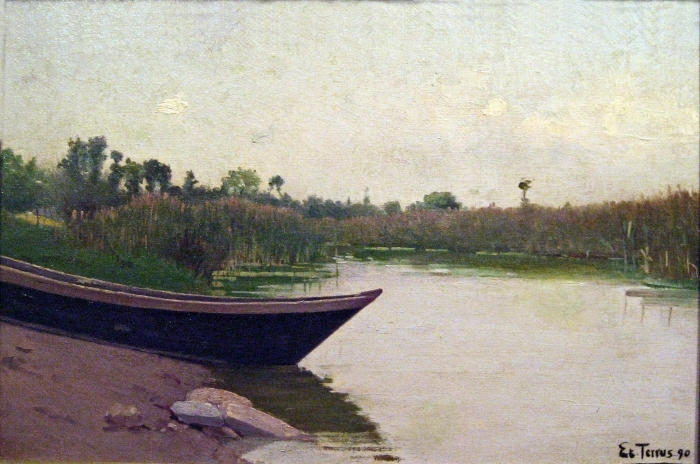
Senza titolo, 1890
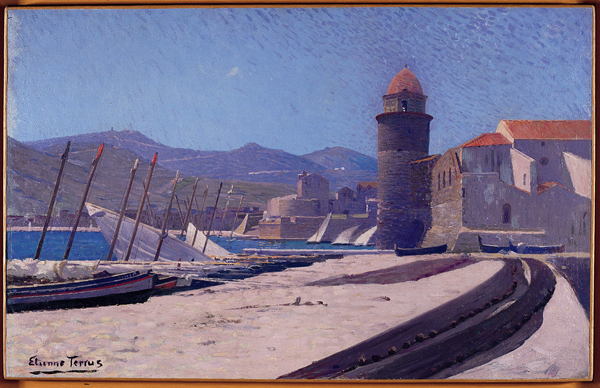
Il porto di Collioure, 1900

## Altri progetti

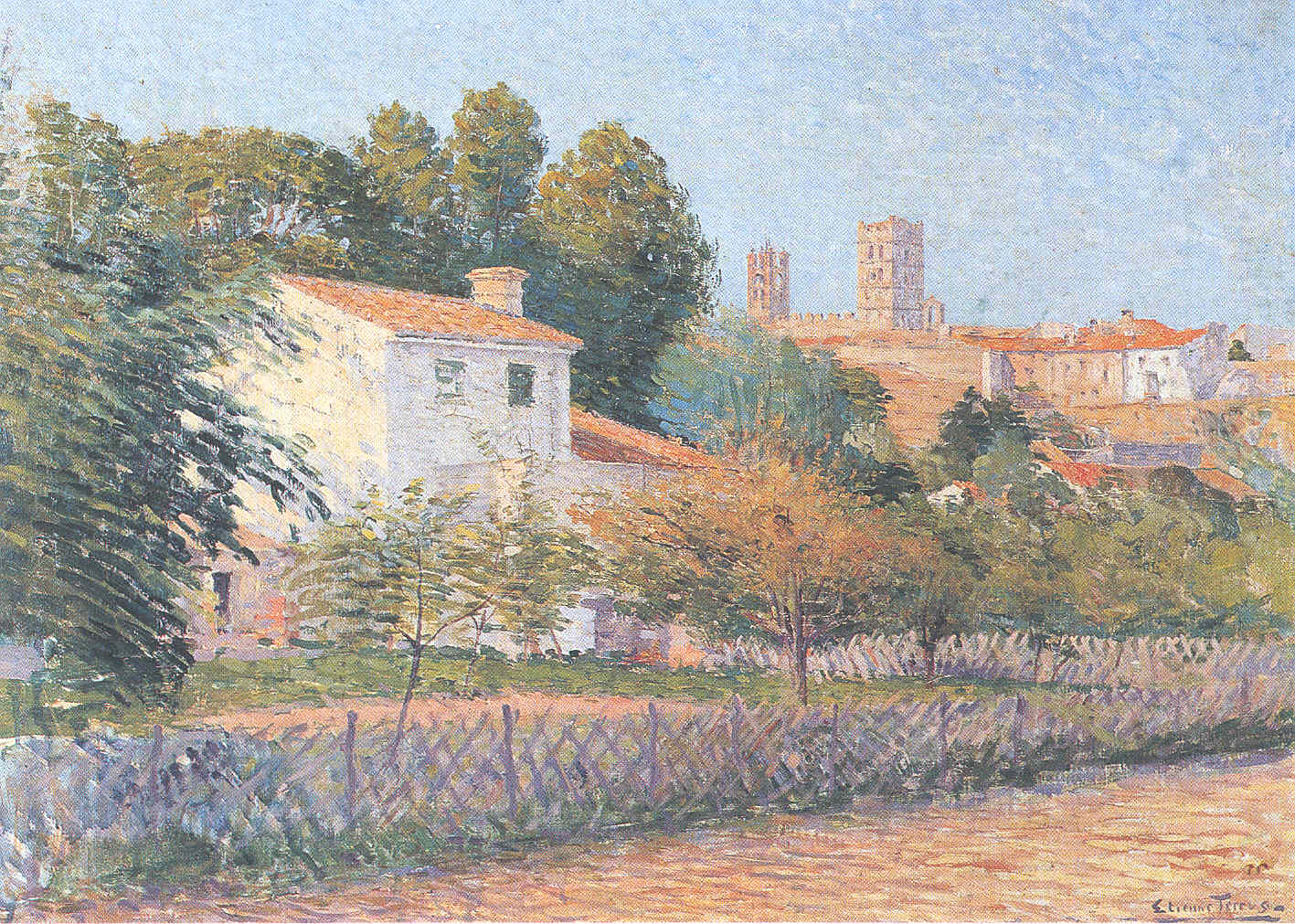
Veduta di Elne